# Bartolomé Martínez González
Bartolomé Martínez González (* 1860 in Lipululu im Departamento Matagalpa, heute Departamento Jinotega; † 30. Januar 1936 in Matagalpa) war vom 12. Oktober 1923 bis 1. Januar 1925 Präsident von Nicaragua.

## Leben
Bartolomé Martínez war der Sohn von Crescencio Martínez und Juana González. Crescencio Martínez war von 1877 bis 1878 Präfekt von Matagalpa und von 1875 bis 1895 Schatzmeister beim Bau der Pfarrkirche San Pedro de Matagalpa. Bartolomé Martínez González besuchte die Grundschule in Matagalpa und das Instituto Nacional de Oriente in Granada. Nach dem Tod seines älteren Bruders, Benjamin, übernahm er die Leitung der Estancia El Bosque mit Kaffeeanbau und Rinderhaltung.
Emiliano Chamorro Vargas ernannte ihn 1917 zum Jefe Político de Matagalpa und 1919 zu seinem Regierungsminister. 1918 wurde er bei Parteiwahlen der Partido Conservador zum Vizepräsidenten für die Kandidatur von Diego Manuel Chamorro Bolaños gewählt. Chamorro wurde 1920 gewählt und mit ihm trat Martínez sein Amt als Vizepräsident am 1. Januar 1921 an. Nach Chamorros Tod am 12. Oktober 1923 wurde er entsprechend der Verfassung Präsident. Seine korrekte Amtsführung führte zu der pointierten Feststellung: „Er verließ das Amt ärmer als er es antrat.“
Einer seiner Amtsvorgänger, Adolfo Díaz, hatte 1909 für einen Kredit die Zolleinnahmen Nicaraguas der Regierung der USA überlassen. Nach dem Ersten Weltkrieg stiegen die Kaffeepreise und Martínez González konnte die Zolleinnahmen für die nicaraguanische Regierung zurückgewinnen. Ebenso konnte er die Banco Nacional und die Ferrocarril de Nicaragua auslösen, die sich in den Händen von US-Banken befanden.

## Partido Conservador Republicano
Segundo Albino Román y Reyes (verheiratet mit Ninfa Vega Martínez) war einer seiner Minister, die einen Pakt zwischen Konservativen und Liberalen vorbereiteten, der Martinez mit dem Parteivorsitzenden der Partido Conservador, Emiliano Chamorro Vargas in Konflikt brachte. Bartolomé brach mit dem Vorsitzenden der Partido Conservador, Chamorro Vargas, und gründete die Partido Conservador Republicano.
Der Präsidentschaftskandidat der Partido Conservador Republicano José Carlos Solórzano Gutiérrez wurde bei den Wahlen 1925 zum Präsidenten gewählt. Chamorro Vargas kandidierte auch, errang aber nicht die Stimmenmehrheit.